# Temple mormon de Baton Rouge
Le temple mormon de Baton Rouge est un temple de l’Église de Jésus-Christ des saints des derniers jours situé à Baton Rouge, dans l’État de Louisiane, aux États-Unis. Il a été inauguré le 16 juillet 2000.